# Ерзу
«Ерзу» (в перекладі з чеченської мови — «орли») — російський футбольний клуб із Грозного. Найкраще досягнення — третє місце у зоні «Захід» першої ліги 1993 року.

## Історія
Раніше мав назву «Нафтовик» й до початку 1990-х років виступав у республіканських змаганнях. У середині 1991 року президентом клубу став чеченський бізнесмен Русланбек Лорсанов й команда «Нафтовик-Ерзу» піднялася з 12-го місця на підсумкове 3-тє у 8-й зоні першості РРФСР серед КФК. Потрапивши внаслідок реорганізації пострадянського футболу одразу до другої ліги чемпіонату Росії, «Ерзу» виграв турнір 1-ї зони, а наступного сезону 1993 року досяг свого найбільшого успіху: третього місця в західній зоні першої ліги. 13 домашніх перемог ghbcelbkb «Ерзу» за неявку суперників на матч до Грозного. За словами тодішнього головного тренера команди Воїта Абдул-Хамідовича Талгаєва, керівництву «Ерзу» навіть доводилося заздалегідь пропонувати суперникам нічию, аби ті приїхали до Грозного на гру.
Хоча «Ерзу» існував за власний кошт Русланбека Лорсанова, не отримував державної підтримки та був приватним клубом, президент Чечні генерал Джохар Мусаєвич Дудаєв відвідував домашні матчі «Ерзу» та вітав команду у роздягальні після перемог. Селекційна політика клубу ґрунтувалася на довірі насамперед до місцевих, чеченських футболістів, однак в її складі були й гравці з досвідом виступів у вищій лізі. При команді існувала дитячо-юнацька футбольна школа, яка до 1994 року залишилася єдиною в Чечні.
У першому колі сезону 1994 року команда, виступаючи у першій лізі російського чемпіонату, була у лідируючій групі і реально претендувала на вихід до вищої ліги. Деякі команди при цьому, як і раніше, не наважувалися на приїзд до Грозного: «Зірці» (Іркутськ), «Океану», «Зірці» (Перм) й «Асмаралу» були зараховані технічні поразки. Останнім матчем «Ерзу» на своєму полі стала зустріч 1 липня із петербурзькою командою «Зміна-Сатурн», грозненці здобули перемогу з рахунком 3:0. Після цього команда зіграла ще 4 виїзні матчі. У серпні керівництвом ПФЛ, «Ерзу» та іншим чеченським командам було рекомендовано проводити домашні матчі на нейтральних полях — передбачалося, що «Ерзу» гратиме у Кисловодську; низку матчів перенесли на пізніший термін. У зв'язку з подальшим загостренням політичної та військової обстановки в Чечні, на прохання керівництва республіканської федерації футболу, «Ерзу», як і інші команди з Чечні, було знято з чемпіонату, а в матчах, що залишилися (у тому числі раніше перенесених) їй було зараховано технічні поразки: всього 23 поєдинки «Ерзу», тобто більше половини, були зафіксовані в таблиці з технічними результатами.
Наприкінці 1994 року після початку першої чеченської війни клуб припинив існування. Матч проти «Зміни-Сатурна» став не лише останнім на професіональному рівні у Грозному перед початком воєнних дій, але й залишався останньою перемогою команди, яка представляє Грозний, до початку 2001 року.

## Досягнення
- Перша ліга Росії, група «Захід»
  -  Бронзовий призер (1): 1993

## Відомі гравці
- Дені Гайсумов
- Руслан Ідігов
- Володимир Костюк
- Дмитро Хомуха